# Kinderspiel (Film)
Kinderspiel ist ein deutscher Kurzfilm aus dem Jahr 2010. Es ist der Abschlussfilm von Regisseur Lars Kornhoff und eine Koproduktion zwischen Black Rabbit Pictures, Nominal Film, dem Bayerischen Rundfunk und der Hochschule Macromedia. Die Hauptrolle spielt Neil Belakhdar. Durch die Auszeichnung "Special Jury Award" auf dem New York International Children’s Film Festival hat sich der Film für den Kurzfilmoscar 2013 qualifiziert.

## Auszeichnungen (Auswahl)
- „Special Jury Award“ auf dem New York International Children’s Film Festival (USA)[2]
- „Bester Film“ der Jugendjury auf dem Odense International Film Festival in Dänemark[3]
- „Bester Kurzfilm - Nationaler Wettbewerb“ bei den Konstanzer kurz.film.spielen[4]
- „Beste Regie“ (Art Direction Award) auf dem Sedicicorto Film Festival in Italien[5]
- „Best Fiction Award“ auf dem Talking Pictures Festival in Illinois (USA)[6]
- „Bester Film - Nationaler Wettbewerb“ bei den Crank Cookie Kurzfilmtagen Passau
- Kurzfilm des Monats September 2010 der Deutschen Film- und Medienbewertung (FBW)
- Prädikat wertvoll der Deutschen Film- und Medienbewertung (FBW)[7]

## Festival Screenings (Auswahl)
- Toronto TIFF Next Wave Festival, Kanada[8]
- SoHo International Filmfestival (New York, USA)[9]
- New York International Children’s Film Festival (USA)[10]
- Sedicicorto Film Festival in Italien[11]
- Max Ophüls Preis (Saarbrücken)[12]
- Internationales Filmfest Dresden[13]
- cellu l’art Kurzfilmfestival (Jena)[14]
- Talking Pictures Festival (Evanston, Illinois, USA)[15]
- 20 min|max Kurzfilmfestival (Ingolstadt)[16]
- Concours de Courts Métrages de Toulouse (Frankreich)[17]
- Crank Cookie Kurzfilmtage Passau[18]
- Milano International Filmfestival MIFF Awards (Mailand, Italien)[19]
- Festival of Nations (Ebensee, Österreich)
- Flickers Rhode Island International Filmfestival (Providence, Rhode Island, USA)